# Мінамі-Тіта

Міна́мі-Чі́та (яп. 南知多町, みなみちたちょう, МФА: [mʲinamʲi t͡ɕi̥ta t͡ɕoː]?) — містечко в Японії, в повіті Тіта префектури Айті. Розташоване в південно-західній частині префектури, на півдні півострова Тіта. Отримало статус містечка 1961 року. Площа становить 38,24 км². Станом на 1 серпня 2011 року населення складало 20 181  осіб, густота населення — 528 осіб/км².   